# Leon Kaufmann
Leon Kaufmann, fr. Léon Kamir Kaufmann, ps. Kamir, Kamir-Kaufman, (ur. 8 czerwca 1872 w Pawłowie, zm. 27 maja 1933 w Louveciennes) – polski malarz, od 1902 roku działający we Francji. 

## Życiorys

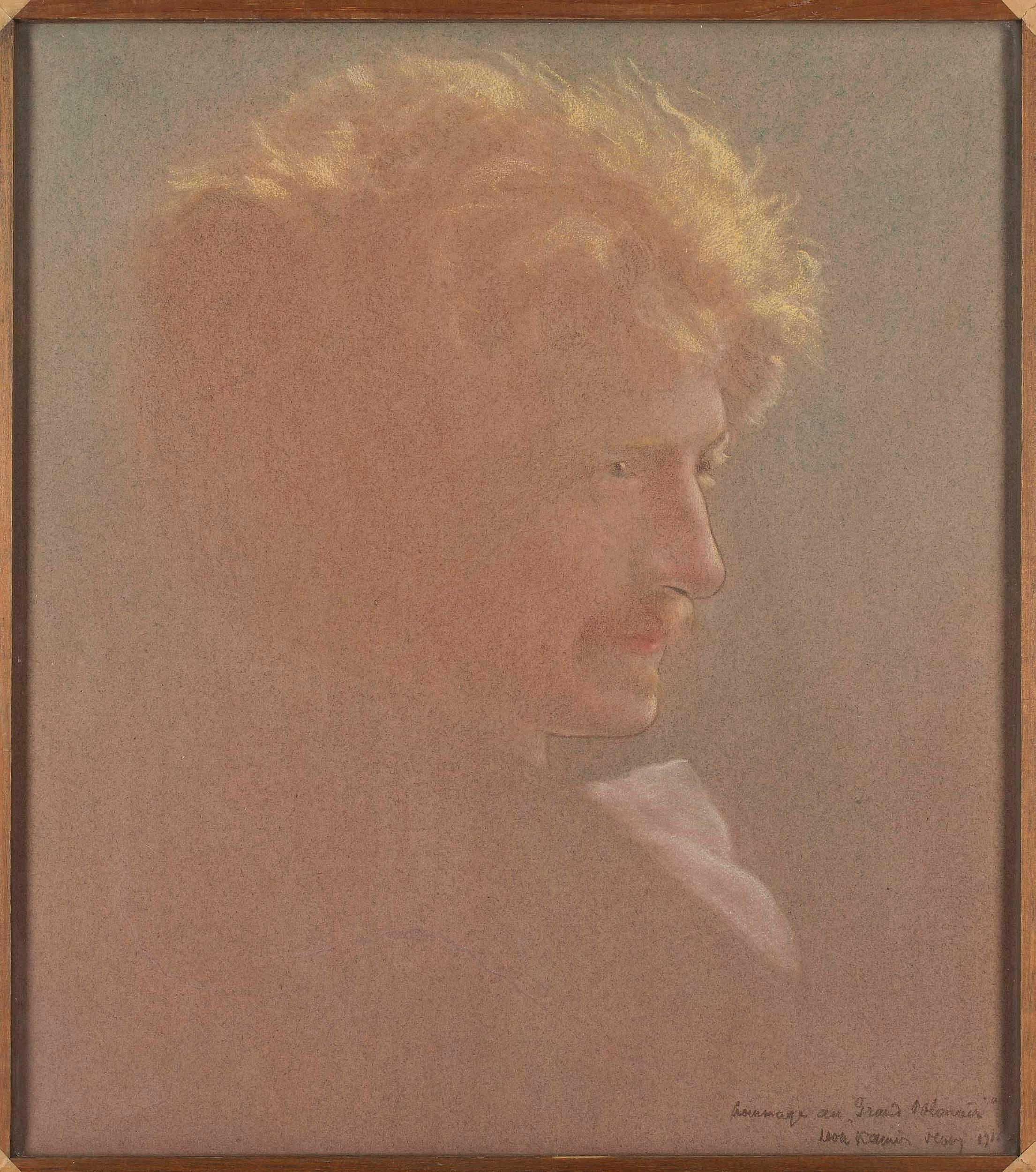
Portret Ignacego Paderewskiego (Hommage au Grand Polonais), pastel, 1916, Muzeum Narodowe w Warszawie

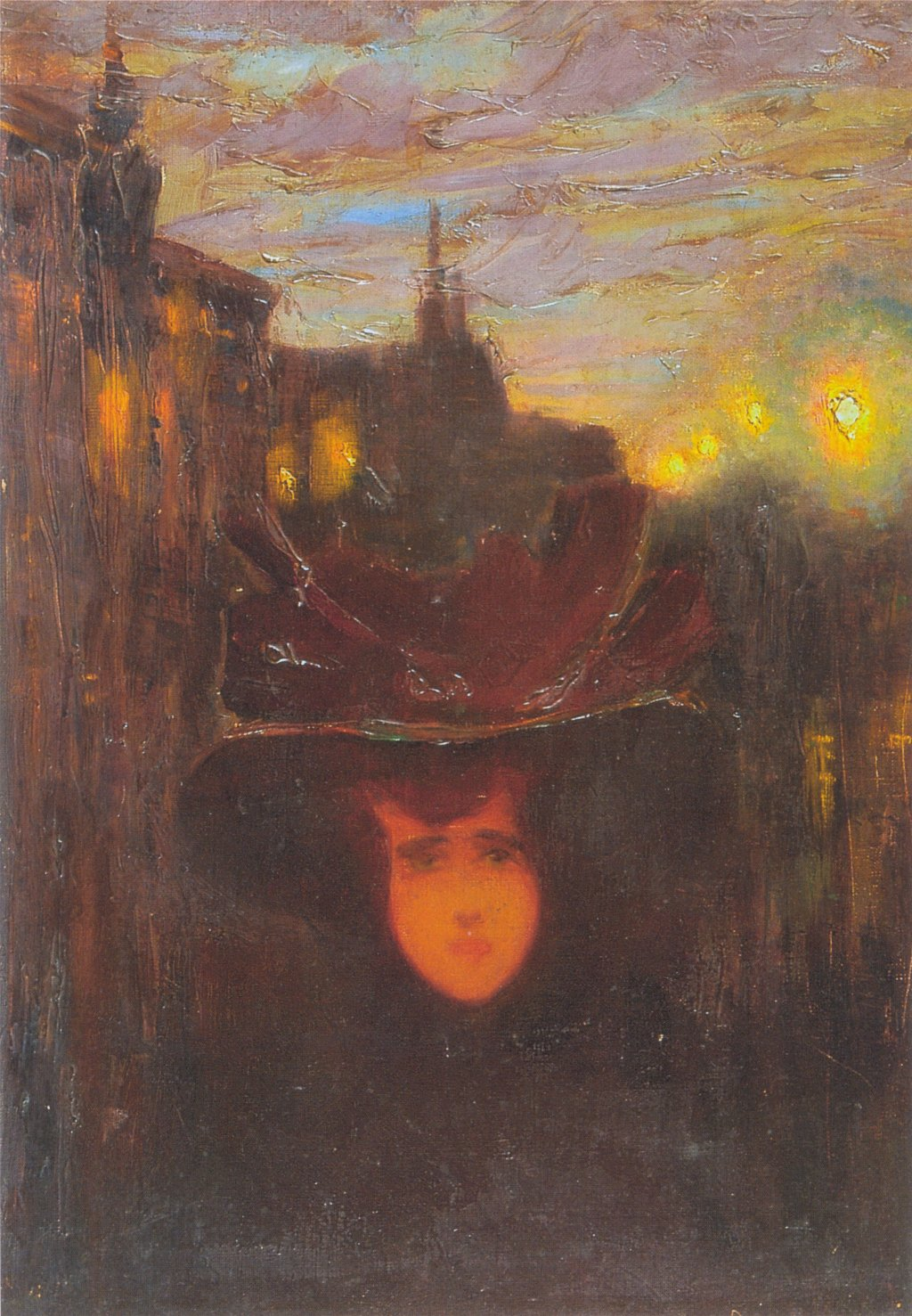
Nocny Ptak, olej na płótnie, 1902, Lwowska Galeria Sztuki

Od 1888 uczył się w warszawskiej Klasie Rysunkowej Wojciecha Gersona, w 1895 wyjechał do Monachium, gdzie studiował w tamtejszej Akademii Sztuk Pięknych w pracowni Simona Hollósy'ego aż do 1897. W 1898 rozpoczął naukę w Académie Julian w Paryżu, jego nauczycielem był Jean-Joseph Benjamin-Constant. W 1900 powrócił do Warszawy. Na przełomie 1901 i 1902 w jego pracowni Cezary Jellenta zorganizował kabaret literacko-artystyczny, którego uczestnikami byli m.in. Mika Mickun, Zofia Nałkowska i Tadeusz Ulanowski. W 1902 wyjechał do Paryża, gdzie osiadł na stałe. Nie zerwał jednak kontaktu z ojczyzną, wiadomo m.in. że latem 1903 i w 1904 przebywał w Warszawie. Gościł również na Wileńszczyźnie, w majątku Rybiniszki należącym do Eugenii Kierbedziowej. W 1914 poślubił Odettę Ludwikę Dessauces, pochodzącą z zamożnej rodziny francuskiej. W 1922 zamieszkał w Louveciennes, nadal jednak utrzymywał swoją pracownię w Paryżu.  
Pomimo emigracji z ojczyzną łączyły go mocne więzi artystyczne, brał udział w wystawach Towarzystwa Zachęty Sztuk Pięknych (w latach: 1894, 1897–1905, 1909, 1913), w Salonie Krywulta (w latach: 1895, 1898, 1901, 1903), w Salonie Kulikowskiego (w 1904) oraz w wystawach organizowanych przez Towarzystwo Ochrony dla Dzieci Wyznania Mojżeszowego (w 1916) i w Poznaniu (w 1929). W Paryżu jego prace uczestniczyły w wystawach Salonu Jesiennego (w latach: 1903–1913, 1919–1932), Salon de la Société Nationale des Beaux-Arts (w latach: 1902?, 1903, 1907, 1909, 1911–1914, 1920–1922, 1927, 1928), Salon des Tuileries (w latach 1923–1933) i wystawach polskich (w 1919 i 1927). 
Brał często udział w wystawach organizowanych w innych miastach Europy, tj. w Londynie (w 1908), Wenecji (w 1911, 1914 i 1920), Wiedniu (w 1918), Rzymie (w 1923) i Mediolanie (w 1925). Wystawiał także podobno w Monachium i Berlinie przed 1900. 
Miał również kilka wystaw indywidualnych: w Warszawie w Salonie Krywulta w 1901 i 1904 i Towarzystwie Zachęty Sztuk Pięknych w 1912, 1922 i 1929; w Paryżu w Galerie Barbazanges w 1922 i w Galerie Pleyel w 1928 (L'oeuvre de Leon Kamir. Compositions Decoratives, Portraits-Paysages); w Malmaison w 1924.  
Był członkiem Société Nationale des Beaux-Arts i Salonu Jesiennego (w 1911 zasiadał w jury w sekcji rysunku, w 1931 w sekcji malarstwa).

## Styl i technika pracy
Malował portrety, krajobrazy, widoki wnętrz, dekoracyjne panneaux. W jego twórczości dostrzec można symbolizm i dekoracyjny modernizm. Zdaniem krytyka Camille'a Mauclair'a, artysta upodobał sobie kulturę francuską, nie ulegając jednak modnym wówczas w Paryżu teoriom i tendencjom artystycznym.  
Był wrażliwym kolorystą i eksperymentatorem, pracującym w dwóch technikach: olejnej i pastelowej. W pierwszej tworzył przede wszystkim pejzaże, widoki wnętrz i panneaux, w drugiej – portrety. Malując pastelem tworzył wrażenie mglistości i delikatności, w sposób właściwy luminizmowi tworząc za pomocą światła tajemniczy nastrój wokół osoby portretowanej. W celu osiągnięcia takiego efektu rozcierał pastelowy pył na powierzchni obrazu i rysował ostrym końcem sztyftu, podkreślając jasnym pastelem oświetlone partie kompozycji.

## Twórczość

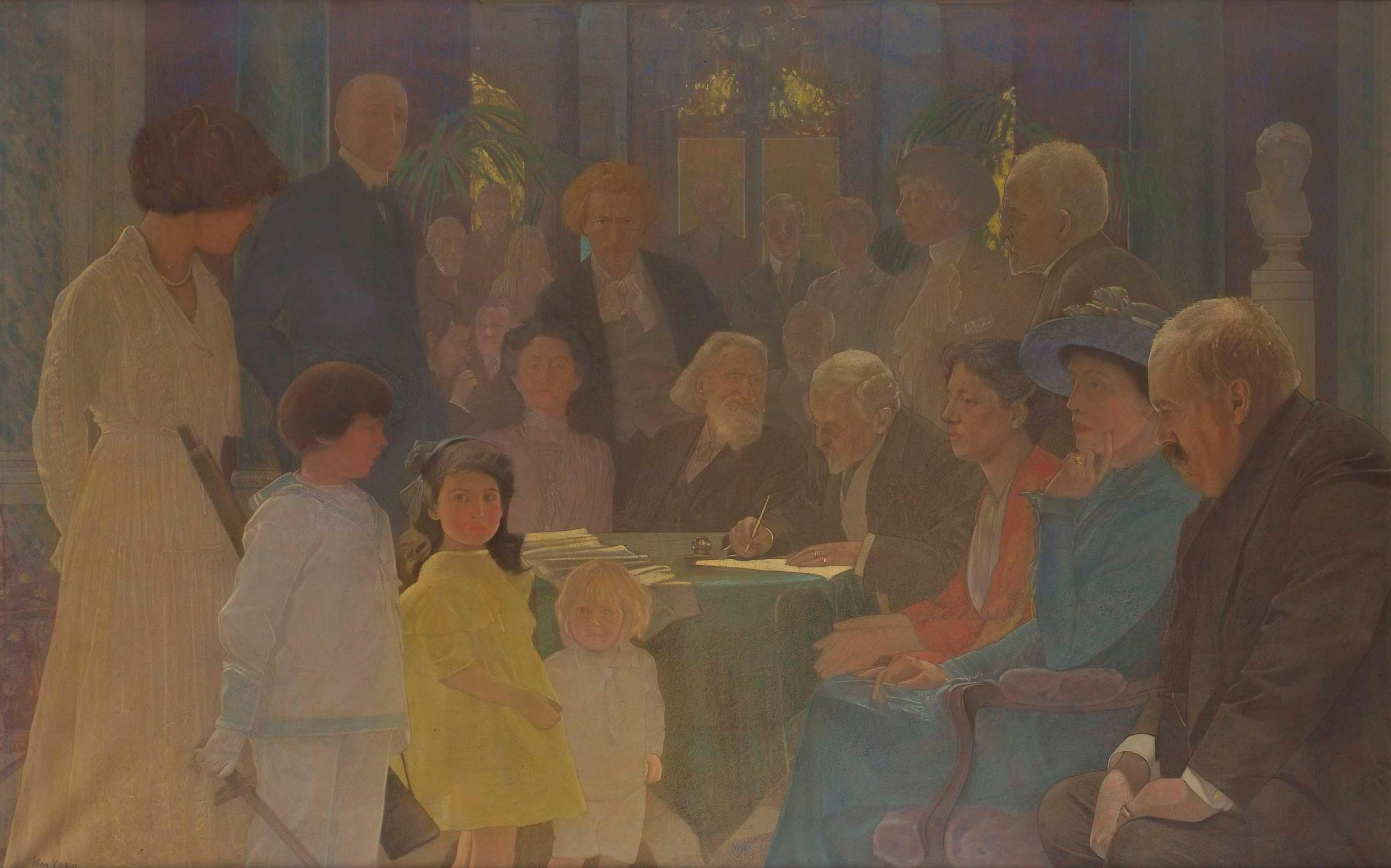
Zebranie członków Komitetu Generalnego Pomocy Ofiarom Wojny w Polsce, w Vevey w Szwajcarii, pastel, papier na płótnie, po 1916

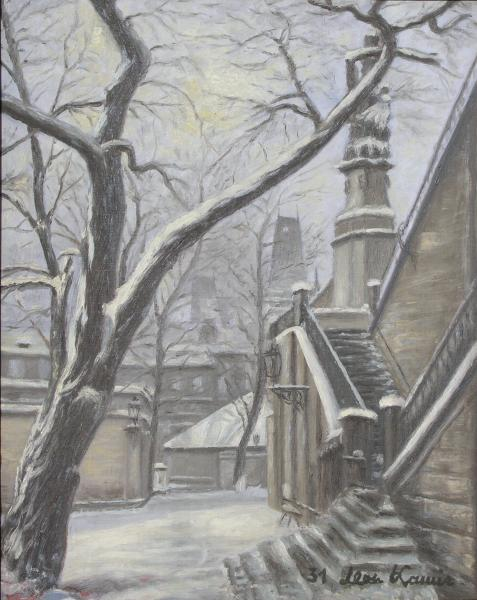
Weranda pałacu w Malmaison, olej na tekturze, 1931

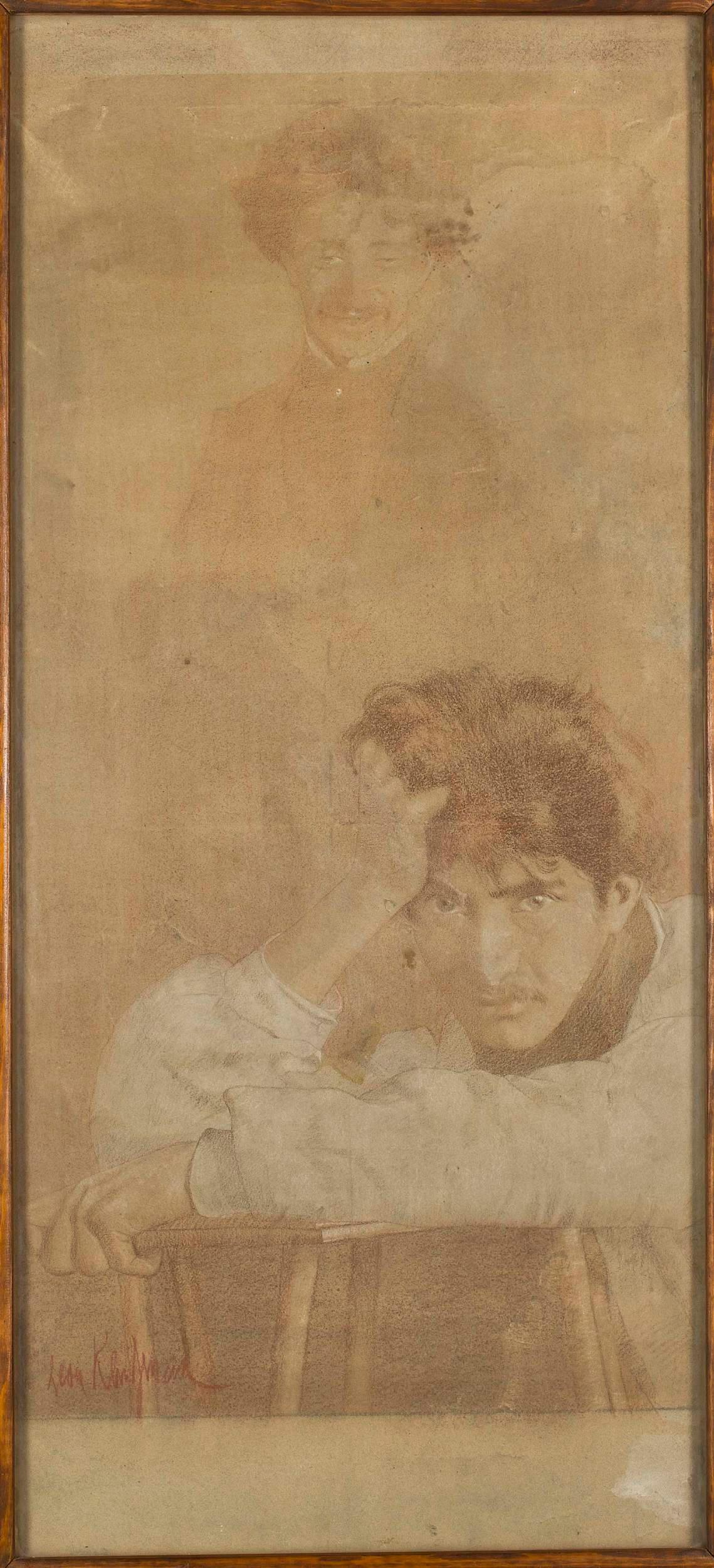
Autoportret podwójny, pastel, 1900

Do jego dorobku należy zaliczyć portrety wielu działaczy polskiego środowiska artystyczno-literackiego, francuskich muzyków i kompozytorów (np. Alfred Cortot, Paul Dukas, Reynaldo Hahn, Ferruccio Busoni). Wykonał m.in. portrety:
- portret Cezarego Jellenty (wyst. 1899)
- szkic do portretu Ignacego Dąbrowskiego (wyst. 1901)
- portret Wandy Landowskiej (wyst. 1901)
- portret Ignacego Paderewskiego (wyst. 1904) – z napisem po prawej u dołu: hommage au „Grand Polonais”[3]
- portret Józefa Hofmanna (wyst. 1904)
- portret Wacława Nałkowskiego
- portret Stanisława Przybyszewskiego
- portret Adolfa Nowaczyńskiego
- portret Jana Rosena
- portret zbiorowy przedstawiający grupę mężczyzn, m.in. H. Sienkiewicza i I. Paderewskiego w otoczeniu dzieci (1916)[1]
- portret zbiorowy członków Szwajcarskiego Komitetu Generalnego Pomocy Ofiarom Wojny w Polsce (Comité Général de Suisse pour les Victimes de Guerre en Pologne), przedstawiający m.in. Władysława Mickiewicza, Antoniego Osuchowskiego, Ignacego Paderewskiego i jego żonę Helenę, Henryka Sienkiewicza, jego żonę Marię z Babskich i ich dwoje dzieci, córkę malarza Lawrence’a Almy-Tademy, Józefa Wierusz-Kowalskiego, jego żonę Leonię i ich troje dzieci, Szymona Askenazego, Tadeusza Romera i Erazma Piltza (ok. 1916). W rzeczywistości spotkanie to nigdy się nie odbyło, będąc jedynie wyrazem twórczej inwencji artysty. Obraz stanowi patriotyczny hołd złożony działalności komitetu, w której ramach udało się zebrać ogromną sumę 20 milionów franków szwajcarskich. Przy okazji gromadzenia funduszy szerzona była wiedza na temat Polski, jej historii i aktualnej sytuacji politycznej. Poza pastelową wersją znane są jeszcze dwie olejne – studium i skończony obraz[4].

Namalował pejzaże:
- Karolinen-Platz w Monachium (wyst. 1897)
- Motyw z Bretanii
- Motyw z Węgier
- motywy z Point-Aven (wszystkie wyst. 1901)
- Noc w Rybiniszkach (wyst. 1904)
- Motyw bretoński (wyst. 1905)
- Wieczór nad Tamizą (wyst. 1905)
- Wieczór w Bretanii (wyst. 1912)
- widoki Wenecji i Florencji (wyst. 1922)[1]

Liczną kolekcję stanowią tworzone w technice olejnej i akwarelowej wizerunki parku i wnętrz pałacu w Malmaison. Obrazy te powstały w latach 1922–1924, np.: Światło księżyca, Zmierzch w Malmaison, Salon numizmatyczny, Sypialnia Bonapartego.
Ponadto malował obrazy przedstawiające sceny z życia cyrku i teatru, np. Komedia włoska (olej, 1920), Plac w Vevey i obraz z cyklu Linoskoczki (1931). 
Znany jest też jako autor nokturnowych obrazów, pełnych melancholii, gdzie głównym motywem jest postać kobieca (femme fatale) w scenerii wielkomiejskiej nocy, np.: Ćma nocna (1898), Zmierzch (repr. 1899), Sjesta (repr. 1912), Kobieta w żółtej sukni (pastel, 1909) oraz Nocny ptak. 
Charakter panneaux dekoracyjnych mają olejne kompozycje: Wiosna, Lato (1922), Jesień, Zima (1926) i obraz przedstawiający rodzinę (być może artysty) w ogrodzie.
Tworzył także autoportrety, np. wykonane pastelem Autoportret podwójny (Wizja artysty) z 1900 i Autoportret z papierosem z 1919, będący nawiązaniem do portretów epoki renesansu.